# 理性与革命
《理性与革命：黑格尔和社会理论的兴起》（英語：Reason and Revolution: Hegel and the Rise of Social Theory）是德裔美国哲学家赫伯特·马尔库塞创作的书，1941年由牛津大學出版社出版第一版，1954年第二版，探讨了马克思与黑格尔的社会理论。